# نادي طوفاس الرياضي
نادي طوفاس الرياضي هو فريق كرة سلة تركي تأسس في 1974 يقع في بورصا، تركيا. يلعب في الدوري التركي لكرة السلة.

## وصلات خارجية
- الموقع الإلكتروني